# Staffolo
Staffolo – miejscowość i gmina we Włoszech, w regionie Marche, w prowincji Ankona.
Według danych na styczeń 2010 gminę zamieszkiwało 2396 osób przy gęstości zaludnienia 86,6 os./1 km².